# 162 av. J.-C.
Cette page concerne l'année 162 av. J.-C. du calendrier julien proleptique.

## Événements
- 25 février (15 mars 592 du calendrier romain) : début à Rome du consulat de Publius Cornelius Scipio Nasica Corculum, Caius Marcius Figulus[1].
  - Marcus Juventius Thalna meurt en Corse au début de son proconsulat ; Tibérius Sempronius Gracchus l'Ancien est proconsul en Sardaigne. Le consul Scipion Nasica termine la pacification de la Corse, mais les deux consuls doivent démissionner à cause d'auspices défavorables survenus lors du rite inaugural et sont remplacés par Publius Cornelius Lentulus et Cnaeus Domitius Ahenobarbus[2].
  - Le commissionnaire Cnaeus Octavius est assassiné à Laodicée en Syrie, et en dépit de ses assurances, le Sénat soupçonne le régent Lysias d’être impliqué[2].
- Novembre : début du règne de Démétrios Ier Sôter, roi de Syrie (fin en 149 av. J.-C.)[3].
  - Querelles intestines en Syrie. Philippe, ancien régent et tuteur d’Antiochos V, cherche à prendre le pouvoir à Antioche. Antiochos V et son régent Lysias, alors en campagne en Judée, marchent précipitamment sur Antioche et reprennent la ville. Pendant ce temps, Démétrios, fils de Séleucos IV gardé en otage à Rome, parvient à s’échapper. Il fait exécuter Lysias et Antiochos et devient roi.
- Hiver 162/161  av. J.-C. : 
  - Révolte de Timarchos contre le pouvoir séleucide en Médie atropatène, réprimée en 160 av. J.-C.[3].
  - Le grand prêtre Alkime, probablement nommé par Antiochos V, fait appel à Démétrios Ier Sôter contre Judas Maccabée. Démétrios envoie Bacchidès, gouverneur de Transeuphratène pour le soutenir. Après une tentative de conciliation, Bacchidès rompt les négociations en faisant exécuter les délégués. Il quitte la Judée en laissant Alkime soutenu par une armée. Celui-ci ne peut résister à Judas, et revient à Antioche demander le soutien de Démétrios. Le roi envoie son général Nicanor avec une forte armée[4]. Malgré une embuscade près de Kapharsalama, Nicanor entre dans Jérusalem et menace de mettre le feu au temple si Judas ne se rend pas. Nicanor étant sorti de Jérusalem pour attendre des renforts près de Beth-Horon, Judas défait l’armée Séleucide et tue son général le 8 mars 161 av. J.-C. (jour de Nicanor).

## Naissances
- Tibérius Sempronius Gracchus, homme politique romain (vers 164/162).

## Décès
- Antiochos V.